# Louis Brus

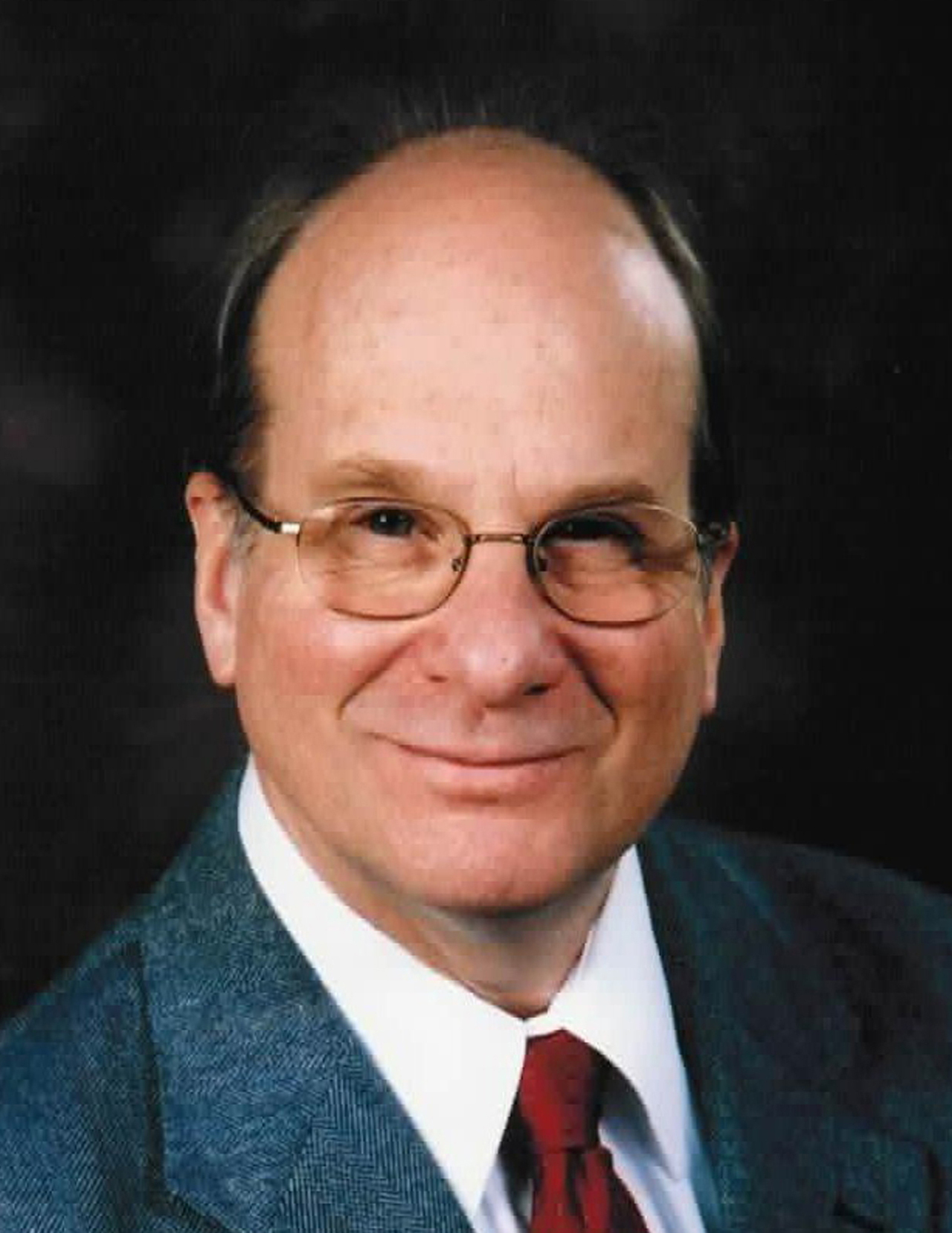
Louis Brus (2008)

Louis Eugene Brus (* 10. August 1943 in Cleveland, Ohio) ist ein US-amerikanischer Chemiker und Physikochemiker. Er lehrt an der Columbia University. 2023 erhielt er den Nobelpreis für Chemie.

## Forschung
Brus ist der Entdecker kolloidaler Halbleiter-Nanokristalle, bekannt als Quantenpunkte.
Brus erhielt 1965 den Bachelor in chemischer Physik (magna cum laude) an der Rice University und seinen Ph.D. bei Richard Bersohn in chemischer Physik an der Columbia University 1969. Von 1969 bis 1973 forschte er am United States Naval Research Laboratory, anschließend bis 1996 an den Bell Laboratories. Seit 1996 ist er Professor an der Columbia University.
2023 erhielt er gemeinsam mit Moungi Bawendi und Alexei Jekimow den Nobelpreis für Chemie. Honoriert wurde ihre Leistung für die Entdeckung und Synthese von Quantenpunkten.
Er ist seit 1980 Mitglied der American Physical Society, seit 1998 der American Academy of Arts and Sciences und seit 2004 der National Academy of Sciences.

## Ehrungen
- 2001: Irving Langmuir Award in Chemical Physics der American Physical Society
- 2005: Chemistry of Materials Prize der American Chemical Society
- 2006: R. W. Wood Prize zusammen mit Alexei Jekimow und Alexander Efros
- 2008: Kavli-Preis für Nanowissenschaften zusammen mit Sumio Iijima
- 2009: Willard Gibbs Medal
- 2010: NAS Award in Chemical Sciences
- 2012: Bower Award and Prize for Achievement in Science
- 2013: Welch Award in Chemistry
- 2023: Nobelpreis für Chemie